# Dumitru George Moisescu
Dumitru George Moisescu (n. 14 mai 1949, Brăila) este un fost deputat român în legislatura 2000-2004, ales în județul Brăila pe listele partidului PRM. În cadrul activității sale parlamentare,  Dumitru George Moisescu a fost membru în grupurile parlamentare de prietenie cu Iugoslavia și Regatul Unit al Marii Britanii și Irlandei de Nord. 
Dumitru George Moisescu este economist de profesie, căsătorit cu doi copii.